# Katinasia cabrerae
 Katinasia cabrerae (Bonif.) Bonif., 2009 è una specie di piante angiosperme dicotiledoni della famiglia delle Asteraceae, sottofamiglia Asteroideae,  tribù Astereae (Basal grade) e sottotribù Chiliotrichinae.  Katinasia cabrerae è anche l'unica specie del genere  Katinasia  Bonif., 2009.

## Etimologia
Il nome generico (Katinasia ) è dedicato alla botanica argentina Liliana Katinas. L'epiteto specifico si riferisce al botanico Angel Lulio Cabrera (1908-1999).
Il nome scientifico della specie è stato definito dal botanico José Mauricio Bonifacino nella pubblicazione " Smithsonian Contributions to Botany. Washington, DC" (  Smithsonian Contr. Bot. 92: 53) del 2009.  Il nome scientifico del genere è stato definito nella stessa pubblicazione.

## Descrizione
Portamento. Le specie di questa voce ha un habitus di tipo arbustivo emisferico.
Fusto. La parte aerea in genere è eretta, ascendente e densamente ramificata. I rami hanno 8 coste longitudinali e sono punteggiati di ghiandole.
Foglie. Le foglie, persistenti, sono disposte in modo alternato-lasso e sono picciolate. Le foglie, con forme ellittiche, base attenuata, apice acuto e margini interi non revoluti, sono coriacee. La superficie è tomentosa e punteggiata di ghiandole su entrambi i lati.
Infiorescenza. Le sinflorescenze sono composte da 5 - 7 capolini in formazioni corimbose. Le infiorescenze vere e proprie sono composte da un capolino terminale sessile/peduncolato di tipo discoide con fiori spesso omogami. I capolini sono formati da un involucro, con forme cilindriche, composto da diverse brattee, al cui interno un ricettacolo fa da base ai fiori di due tipi: fiori del raggio (qui assenti) e fiori del disco. Le brattee, con forme ovato-ellittiche, apice acuto-acuminato e a consistenza coriacea, sono disposte in modo più o meno embricato su 5 - 6 serie. Il ricettacolo è nudo ossia senza pagliette o parzialmente con pagliette a protezione della base dei fiori; la forma è piatta.
Fiori.  I fiori (da 4 a 6 per capolino) sono tetra-ciclici (formati cioè da 4 verticilli: calice – corolla – androceo – gineceo) e pentameri (calice e corolla formati da 5 elementi). Si distinguono in:
- fiori del raggio (esterni): non presenti;
- fiori del disco (centrali): sono più numerosi con forme tubulose (attinomorfe); sono ermafroditi.

- Formula fiorale:

*/x K {\displaystyle \infty }, [C (5), A (5)], G 2 (infero), achenio
- Calice: i sepali del calice sono ridotti ad una coroncina di squame.

- Corolla: (fiori del disco) la forma è tubulare bruscamente divaricata in 5 lobi; i lobi, patenti o eretti, hanno una forma triangolare; il colore è bianco.

- Androceo: l'androceo è formato da 5 stami sorretti da filamenti generalmente liberi; gli stami sono connati e formano un manicotto circondante lo stilo; le teche (produttrici del polline) alla base sono leggermente sagittate; le appendici apicali delle antere hanno delle forme triangolari; il tessuto endoteciale (rivestimento interno dell'antera) è quasi sempre polarizzato (con due superfici distinte: una verso l'esterno e una verso l'interno). Il polline è sferico con un diametro medio di circa 25 micron;  è tricolporato (con tre aperture sia di tipo a fessura che tipo isodiametrica o poro) ed è echinato (con punte sporgenti).[10][12]

- Gineceo: l'ovario è infero uniloculare formato da 2 carpelli.[6] Lo stilo (il recettore del polline) è profondamente bifido (con due stigmi divergenti) e con le linee stigmatiche marginali separate; la base è leggermente gonfia.[13] I due bracci dello stilo hanno una forma da lineare a oblunga e possono essere papillosi o ricoperti da ciuffi di peli.

Frutti. I frutti sono degli acheni con pappo; in alcune specie è presente un certo dimorfismo (gli acheni dei fiori del raggio differiscono dagli acheni dei fiori del disco);
- achenio: gli acheni, con forme obconiche compresse, hanno 5 - 8 nervature laterali; la superficie è scarsamente pubescente-villosa e punteggiata di ghiandole, per lo più sulle coste; la parete dell'achenio è formata da celle contenenti rafidi ma prive di fitomelanina; il carpoforo normalmente è anulare; le setole con punte a forma di ancora non sono presenti;
- pappo: il pappo è formato da 3 - 4 serie di setole scabre (barbate quelle interne, più corte quelle esterne).

## Biologia
Impollinazione: tramite insetti (impollinazione entomogama tramite farfalle diurne e notturne).

Riproduzione: la fecondazione avviene fondamentalmente tramite l'impollinazione dei fiori.

Dispersione: i semi cadono a terra e vengono dispersi soprattutto da insetti come formiche (disseminazione mirmecoria). Un altro tipo di dispersione è zoocoria: gli uncini delle brattee dell'involucro (se presenti) si agganciano ai peli degli animali di passaggio che portano così i semi anche su lunghe distanze. Inoltre per merito del pappo il vento può trasportare i semi anche per alcuni chilometri (disseminazione anemocora).

## Distribuzione e habitat
La specie di questa voce è distribuita in Argentina.

## Sistematica
La famiglia di appartenenza di questa voce (Asteraceae o Compositae, nomen conservandum) probabilmente originaria del Sud America, è la più numerosa del mondo vegetale, comprende oltre 23.000 specie distribuite su 1.535 generi, oppure 22.750 specie e 1.530 generi secondo altre fonti (una delle checklist più aggiornata elenca fino a 1.679 generi). La famiglia attualmente (2021) è divisa in 16 sottofamiglie; la sottofamiglia Asteroideae è una di queste e rappresenta l'evoluzione più recente di tutta la famiglia.

### Filogenesi
La tribù Astereae (una delle 21 tribù della sottofamiglia Asteroideae) comprende circa 40 sottotribù. In base alle ultime ricerche nella tribù sono stati individuati (provvisoriamente) 5 principali lignaggi:
- Basal grade: include alcuni generi isolati, il gruppo "South American-Oceania",  alcune sottotribù africane e il gruppo dei generi legnosi del Madagascar.
- Bellis lineage: comprende le sottotribù eurasiatiche e una sottotribù africana.
- Aster lineage: include i generi asiatici di Asterinae e i principali gruppi dell'Australia e dell'Oceania.
- Baccharis lineage: include alcuni gruppi sudamericani.
- North American lineage: include la vasta gamma di sottotribù del Nordamerica, Messico e alcuni gruppi distribuiti nel Sudamerica.

Il genere Katinasia (insieme alla sottotribù Chiliotrichinae) è incluso nel lignaggio "Basal grade". In particolare fa parte del sottogruppo relativo agli areali del Sudamerica. Le specie di questo gruppo sono caratterizzate da un livello di ploidia 2x o 4x. La sottotribù è suddivisa in tre cladi (o gruppi): Chiliotrichum clade - Nardophyllum clade - Llerasia clade. Il genere Katinasia è incluso nel clade "Nardophyllum" insieme ai generi Chiliotrichiopsis - Nardophyllum - Cabreraea. Questo clade è da moderatamente a ben supportato e l'unico carattere morfologico comune a tutte le specie del gruppo sono gli acheni villosi, fittamente ricoperti da corti tricomi gemelli. Altri caratteri secondari sono i capolini di tipo discoidale e i ricettacoli parzialmente con pagliette.
I caratteri distintivi della specie  Katinasia cabrerae sono:
- i margini delle foglie sono interi e non sono revoluti;
- i capolini sono del tipo discoide;
- le corolle dei fiori del raggio sono bianche;
- il pappo è formato da 3 - 4 serie di setole affusolate (quelle esterne sono più corte).

### Sinonimi
Sono elencati alcuni sinonimi per questa entità:
- Nardophyllum cabrerae Bonif.